# Euphorbia mammillaris
Euphorbia mammillaris ist eine Pflanzenart aus der Gattung Wolfsmilch (Euphorbia) in der Familie der Wolfsmilchgewächse (Euphorbiaceae).

## Beschreibung
Die sukkulente Euphorbia mammillaris wächst als kleiner, zweihäusiger Strauch und wird 20 Zentimeter hoch. Aus einem kurzen Stamm entspringt eine Vielzahl an aufrechten Trieben und bildet so eine dichte Gruppe. Die in der Regel einfachen Triebe werden 4 bis 6 Zentimeter dick und besitzen 7 bis 17 Rippen. Auf den gefurchten Rippen stehen dicht beieinander und durch horizontale Furchen getrennte Warzen.
Es werden einzelne und dornenartige Blütenstandstiele ausgebildet, die zerstreut angeordnet sind und bis 1 Zentimeter lang werden. Die einzelnen Cyathien stehen an den Triebenden gehäuft im Büscheln und werden etwa 5 Millimeter groß. An den bis 2 Millimeter langen Blütenstielen sind bis 3 Millimeter lange Tragblätter vorhanden. Die einzeln stehenden Nektardrüsen sind elliptisch und gelbgrün bis purpurn gefärbt. Die stumpf gelappte Frucht wird 6 Millimeter groß und ist nahezu sitzend. Der eiförmige Samen wird 3 Millimeter lang und 2 Millimeter breit und besitzt eine glatte Oberfläche.

## Verbreitung und Systematik
Euphorbia mammillaris ist in Südafrika in der Provinz Westkap verbreitet.
Die Erstbeschreibung der Art erfolgte 1753 durch Carl von Linné.